# Kyopolou

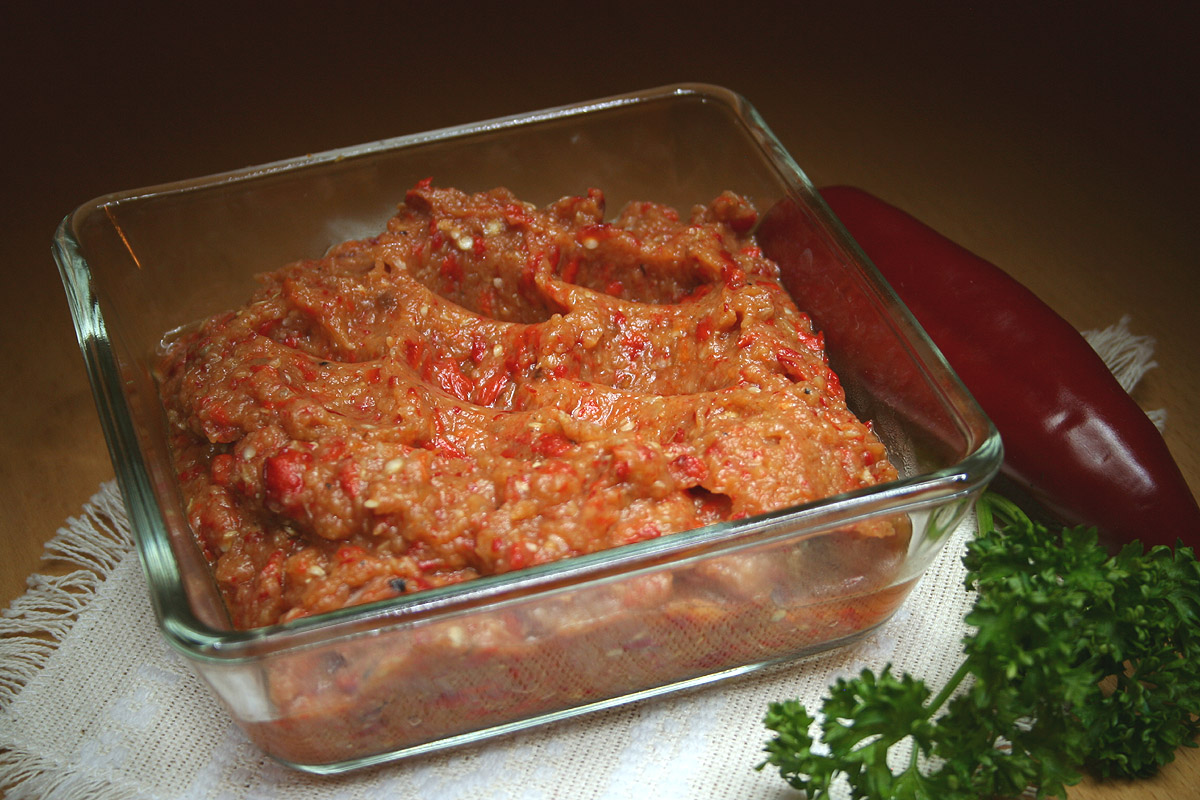
Kyopolou casero.

El kyopolou (cirílico: Кьопоолу, del turco köpoğlu) es un popular relish búlgaro hecho principalmente de berenjena asada y ajo. A veces se le añade también pimiento. El kyopolou puede tomarse untado en pan, como condimento o como ensalada.

## Características
Es un aperitivo de berenjena típico de Bulgaria. Es popular en los Balcanes en diferentes variantes y nombres (como ajvar en Serbia)[cita requerida].